# Miogenina
A miogenina (factor miogénico 4), também conhecido como MYOG, é um gene.
A miogenina é um factor de transcrição em hélice-volta-hélice básico, específico dos músculos, que está envolvido na coordenação do desenvolvimento e reparação do músculo esquelético. A miogenina é um membro da família de factores de transcrição MyoD, que também inclui MyoD, Myf5 e Mrf4.
No rato, a miogenina é essencial para o desenvolvimento de músculo esquelético funcional. Quando o ADN que codifica a miogenina é desactivado do genoma do rato, são observados severos defeitos dos músculos esqueléticos. Ratos que carecem de ambas as cópias de miogenina sofrem deletalidade perinatal devido à falta de fibras maduras secundárias de músculo esquelético por todo o corpo. 
Em cultura celular, a miogenina pode induzir a miogénese numa variedade de tipos celulares não-musculares.

## Interacções
Observou-se a interacção da miogenina com POLR2C, Factor de transcrição Sp1, TCF3, Factor de resposta ao soro e MDFI.